# Satira
Satira je književni oblik u kojem se  ismijava pojedinac, skupina, država ili vlast. Često je korištena kao sredstvo političke borbe.
Satira je jedina izvorna rimska književna vrsta. Kvintilijan je rekao: Satura quidem tota nostra est (što u prijevodu znači: »Satira je, međutim, potpuno naša«).
Najpoznatiji su predstavnici Gaj Lucilije, Kvint Horacije Flak, Aulo Perzije Flak i Decim Junije Juvenal.

## Rimska satira
Satiričnih elemenata ima i u starogrčkoj književnosti, npr. u staroj atičkoj komediji i Aristofanovim napadima na suvremenike (Kleona, Sokrata itd.), zatim u kiničko-stoičkim dijatribama Biona iz Boristena i Menipa iz Gadare. Međutim, ipak su tek rimski književnici razvili satiru kao posebnu književnu vrstu koju karakterizira raznolikost sadržine, a ponekada i oblika (dijalog, pripovijetka, anegdota, raznovrsni metri, mješavina poezije i proze).
Tit Livije opisuje saturae kao drevne dramske predstave, koje su prvi puta priređene da bi se umilostivili bogovi tijekom epidemije kuge, i koje su predstavljale mješavinu pjesme, glazbe i plesa. Ove dramske sature s jedne su strane utjecale na razvitak rimske komedije, a s druge strane iz njih se razvila poludramska »satira«, opis piščeva osobna gledišta, duhovit, podrugljiv ili moralizatorski, na suvremene društvene ili književne teme ili jednostavno usmjeren na ljudske mane. 
Rimski autori navode da je prvi pisac stihovanih satira bio Enije, ali čini se da u njima nije bilo invektive ili osobnih napada. Gaj Lucilije bio je prvi koji se u cijelosti posvetio toj književnoj vrsti, i upravo joj je on dao i njen osobeni karakter i heksametarsku formu. Svi kasniji rimski pisci satira smatrali su Lucilija svojim utemeljivačem. Nakon njega djelovao je Marko Terencije Varon, koji je za uzor uzeo Menipove satire, u kojima su se miješali proza i stihovi u različitim metrima. No Varonove satire nisu bile toliko podrugljive kao Lucilijeve i imale su više didaktički ton.
Horacijeve satire pokazuju jak Lucilijev utjecaj, ali ne sadrže osobne napade, nego više kritiziraju općeljudske mane, a sadrže i zanimljive samokritike. Perzije također pokazuje određeni Lucilijev utjecaj, no njegove satire karakterizira jak moralizatorski ton sa stoičkog stajališta i isto ne sadrže direktne osobne napade. Svoj je vrhunac rimska satira dosegla s Juvenalom, koji daje gorke opise poročnosti i zločinstva svake vrste, ali ih radi vlastite sigurnosti povezuje s ljudima prethodne generacije.
Posebnu vrstu satire predstavlja Senekina Apokolocintoza (Pretvaranje Klaudija u tikvu), poznata i kao Ludus de morte Claudiii (= Igra o Klaudijevoj smrti). Pisana je menipskom mješavinom proze i poezije i grubim humorom karikira deifikaciju pokojnog cara Klaudija. Na tragu menipske satire je i Petronijev Satyricon, no to je već više roman nego satira.

## Satira u Hrvata
Hrvati su dali mnogo poznatih satiričara, tekstom i karikaturom. Među prvim poznatima je klasicistički pjesnik Andrija Pauli.